# Spor i Landskabet
Spor i Landskabet er et projekt etableret i 1997 med det formål at etablere vandrestier i områder af den danske natur som ellers ikke er tilgængelig for offentligheden.
Sporene, dvs. stierne, bliver etableret på baggrund af frivillige aftale med de jordejerne sporene passerer, og det er jordejerne, som frivilligt etablerer vandrestier på deres jord og marker, samt gennem skovområder og over det åbne land.
Spor i Landskabet er et samarbejde mellem Kommunernes Landsforening, Danmarks Naturfredningsforening, Dansk Skovforening, Friluftsrådet, Landbrug & Fødevarer, Landdistrikternes Fællesråd og Naturstyrelsen. Indtil nedlæggelsen af amterne indgik også disse i samarbejdet.
Der er etbaleret 175 "Spor", men projektet er med en uddeling fra Nordea-fonden i kraftig vækst, og antallet af spor øges i de kommende år.[kilde mangler] Der er udarbejdet foldere over de enkelte spor og de tilknyttede vandrestier med informationer om seværdigheder af historisk, kulturel eller naturmæssig karakter, samt om særlige forhold, det kan være anbefalelsesværdigt at kende.

## Eksterne links
- Spor i Landskabet – officiel website med links til samtlige "Spor"